# Chaetolopha decipiens
Chaetolopha decipiens là một loài bướm đêm thuộc họ Geometridae. Nó được tìm thấy ở New South Wales.
Sải cánh dài khoảng 20 mm. Con trưởng thành có cánh màu nâu, với dải zigzag tối dọc mỗi cánh trước. Cánh sau màu nâu nhạt đồng nhất.
The larvae are thought to feed on loài Polypodiophyta.

## Hình ảnh

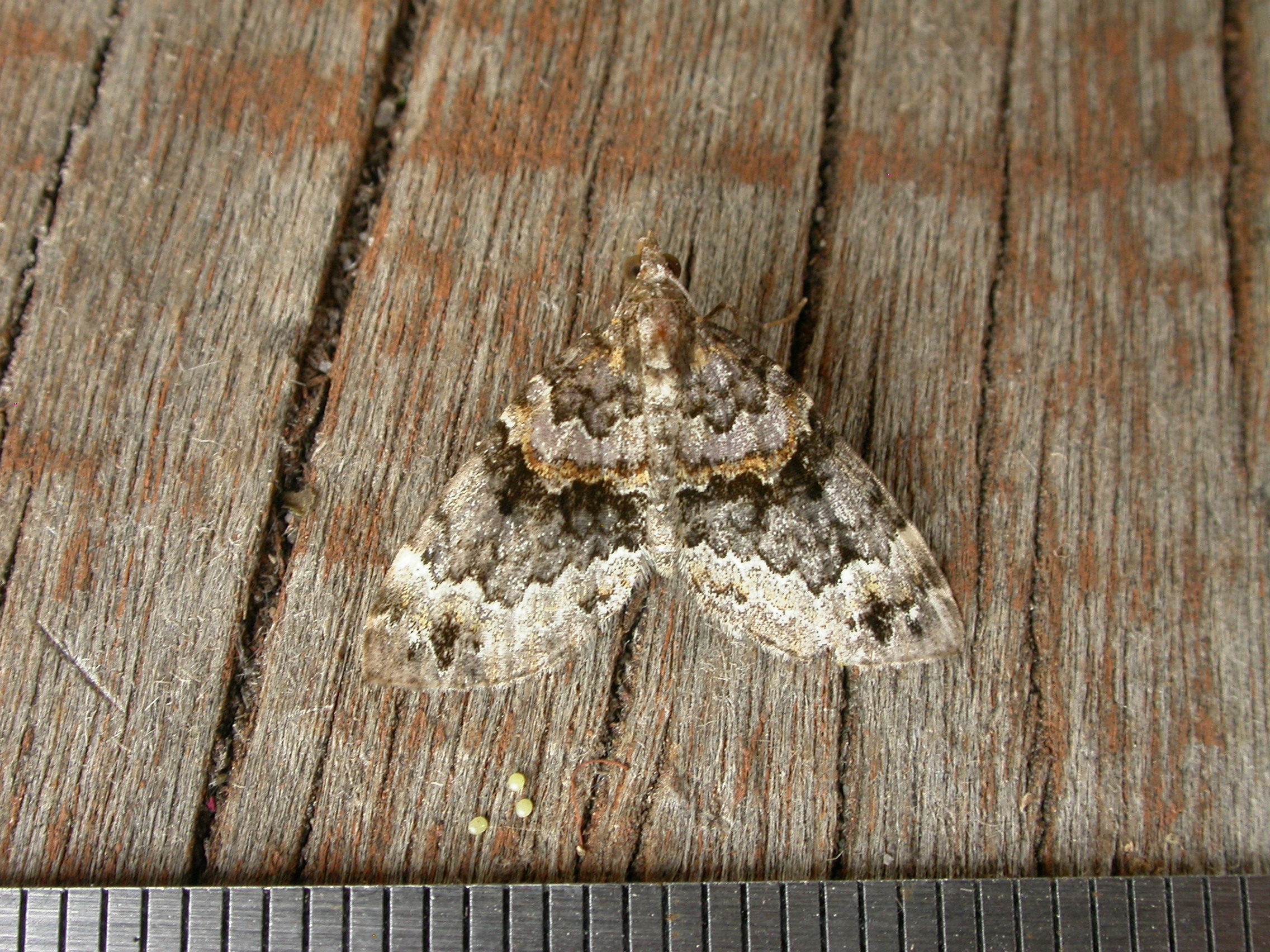